# تپه قلعه مزج
تپه قلعه مزج مربوط به دوران پیش از تاریخ ایران باستان است و در شهرستان شاهرود، بخش بسطام، روستای مزج واقع شده و این اثر در تاریخ ۱۰ دی ۱۳۸۱ با شمارهٔ ثبت ۶۵۸۴ به‌عنوان یکی از آثار ملی ایران به ثبت رسیده است.